# La Razón (Bolivia)
La Razón è un quotidiano boliviano fondato a La Paz nel 1990. È uno dei giornali a maggior diffusione del paese sudamericano ed è la sola testata boliviana ad avere una collaborazione con il The New York Times.

## Storia
Uscì in edicola per la prima volta il 1º marzo 1990 su iniziativa di due giornalisti boliviani: Jorge Canelas e Mario Frías. Nel 2009 La Razón, assieme alla rete televisiva ATB, fu acquistata dall'imprenditore venezuelano Carlos Gill, ritenuto vicino ad Hugo Chávez.